# Сёстры Кривошляповы
Мари́я Ивановна Кривошля́пова (4 января 1950 — 13 апреля 2003, Москва) и Да́рья Ивановна Кривошля́пова (4 января 1950 — 14 апреля 2003, Москва) — сиамские близнецы, родившиеся в СССР. Жили в России.

## Биография
Сёстры Мария и Дарья родились у Екатерины и Михаила Кривошляповых путём кесарева сечения 4 января 1950 года в московском родильном доме № 16 (ул. Верещагина, 5, стр. 2). Организм близнецов был с двумя головами, четырьмя руками и тремя ногами. Третья нога была расположена перпендикулярно к спине и представляла собой две сросшиеся ноги с девятью пальцами.
Информацию о состоянии сёстер фальсифицировали. Отец подписал свидетельство о смерти дочерей, к чему его то ли принудили, то ли он сделал это добровольно. У матери после родов проявилось психическое заболевание, после двухлетнего лечения она выписалась из психиатрической клиники, и тогда медицинский персонал сообщил ей, что девочки умерли от воспаления легких.
Машу и Дашу государство взяло на полное обеспечение.
В течение многих лет сёстры были объектом изучения для исследователей столь редкого случая dicephales tetrabrachius dipus. До 7 лет они находились в Институте педиатрии АМН СССР, и их изучал физиолог П. К. Анохин. Вероятно, уход и наблюдение в Институте педиатрии спасло им жизнь — выживаемость сросшихся новорожденных с их видом патологии меньше 5 %.
В семилетнем возрасте близнецов перевели в Центральный научно-исследовательский институт травматологии и ортопедии, где им ампутировали третью ногу. Причины ампутации называются разные. По одной версии, ортопеды сначала пытались научить их ходить, но, убедившись в невозможности этого, ампутировали третью ногу. По другой, решение об ампутации было принято в эстетических целях, не имело научного обоснования и привело близнецов к инвалидности. После ампутации девочек научили передвигаться при помощи костылей и дали им начальное образование.
Ходить сёстры научились после многолетних тренировок, при этом каждая из них контролировала свою ногу. Даже с костылями они могли передвигаться только очень медленно, каждый шаг требовал значительных усилий. Вследствие этого сёстры не были трудоспособны и жили на инвалидную пенсию. (К примеру, в отличие от сестёр Кривошляповых, сёстры Хенсел передвигаются без особых затруднений.)
С детства девочки были больны хроническим нефритом.
В 1958 году американские учёные хотели перевезти девочек в США.
В 1964 году, по наступлении 14 лет, Марию и Дарью поместили в интернат для детей с проблемами моторики, находившийся в Новочеркасске, для получения среднего образования.
В 1970 году сестры переехали в Москву. По одной из версий, они сбежали из интерната, по другой (более правдоподобной), их перевели по настоянию академика П. К. Анохина. В конце 1970-х близнецы поселились в приюте для престарелых № 6.
На предложение хирургов об их разделении сёстры ответили отказом.
В 1988 году с сёстрами познакомилась английская журналистка Джульетта Батлер (англ. Juliet Butler), после чего они виделись в течение 15 лет, до 2002 года. В итоге Дж. Батлер написала про близнецов книгу «Меньше знаешь, крепче спишь» (The Less You Know The Sounder You Sleep).
В 1989 году близнецам выделили отдельную квартиру.
В 1993 году сёстры побывали в Германии, где про них снимали фильм. Незадолго до смерти по приглашению одной французской фирмы они посетили Париж.
Сёстры страдали алкоголизмом. Они попробовали спиртное в 12 лет, находясь в интернате, где пили все подростки. В 14 лет Даша пристрастилась к спиртному, но из-за общей кровеносной системы пьянели обе. Они лечились и наблюдались в пермском наркологическом центре у С. А. Федорченко. К концу 1990-х у Марии и Дарьи были диагностированы цирроз печени и отёк лёгких.
Последние годы своей жизни сёстры Кривошляповы провели в приюте для престарелых № 6.
Около полуночи 13 апреля 2003 года у Марии произошла остановка сердца. Утром из-за жалоб живой сестры на самочувствие «спящую» Марию и Дарью госпитализировали, затем была выявлена причина смерти Марии — «острый инфаркт». Но для Дарьи она оставалась крепко спящей. Так как сёстры Кривошляповы имели общую кровеносную систему, спустя 17 часов после смерти Марии, в результате интоксикации, наступила смерть и Дарьи.
Тело близнецов кремировано 16 апреля 2003 года в крематории Николо-Архангельского кладбища. Урна с прахом сестёр Кривошляповых захоронена в Москве на Ваганьковском кладбище (колумбарий, секция 57).

## Семья
Отец, Михаил Кривошляпов, на момент рождения близнецов был шофёром Лаврентия Берии. Под давлением медицинского руководства он подписал свидетельство о смерти дочерей и больше никогда не пытался ничего узнать о них. Михаил оставил детям свою фамилию, но отчество было указано ложное. Кривошляповы Мария и Дарья стали Ивановнами, а в метриках в графе «отец» им поставили прочерк. Как минимум несколько лет подряд после рождения дочерей отец перечислял деньги на их содержание и лечение в Институт педиатрии АН СССР. В 1980 году Михаил Кривошляпов умер от рака мозга.
Мать, Екатерина Кривошляпова (в девичестве Тарасова), ко времени рождения дочерей работала портнихой. После родов ей сказали о смерти дочерей, но она настойчиво хотела их увидеть и через некоторое время ей показали девочек, после чего у женщины развилось психическое расстройство. После лечения в психиатрической клинике (от полугода до двух лет по разным источникам) Екатерина была выписана, после чего, по слухам, занялась поиском дочерей. По версии газеты El Mundo, ей снова сказали, что девочки умерли. Однако, как писала газета «Жизнь», мать нашла дочерей, когда им было 35 лет, и навещала в течение 4 лет, однако потом Маша и Даша отказались с ней видеться. Екатерина Кривошляпова умерла в феврале 1998 года.
По словам близнецов, брата Анатолия и его жены, не мать их нашла, а они сами её разыскали и смогли увидеться с матерью только один раз в день своего 35-летия, и мать их тогда прогнала.
У Марии и Дарьи есть братья Сергей и Анатолий. Они не знали об их существовании, а когда узнали, сестёр признавать родными не стали и связь с ними не поддерживали.

## Общество
Почти всю жизнь близнецов преследовали насмешки и издевательства людей. Впервые они столкнулись с травлей в новочеркасском интернате. В дальнейшем, только находясь в поездке в Германии, они не чувствовали себя уродами. Из-за травли окружающих несколько раз в течение жизни сёстрам приходила мысль о самоубийстве. Травля была также одной из причин алкоголизма.
Вокруг судьбы сестёр было много слухов. Например, английская ежедневная газета «Дейли Мейл» писала о якобы проводившихся с ними жестоких медицинских экспериментах. В дальнейшем сёстры сами пересказывали эти слухи, например, о том, что их в младенчестве больно кололи иголками, хотя ранее сообщали, что не помнили подобного, и вспоминали доброжелательное отношение сотрудников института.
В 12-летнем возрасте девочкам провели аппендэктомию из-за воспаления аппендикса в московской детской городской клинической больнице № 2 (ныне Детская городская клиническая больница имени Святого Владимира), где по отзывам лечащего врача, академика АМН СССР Станислава Долецкого они были коммуникабельными оживлёнными детьми. В возрасте 22 лет сёстры были у него же на консультации, и врач отметил их стыдливость, бледность и нервозность. Канд. биол. наук В. В. Александрин считает, что такое изменение стало результатом издевательств сверстников и персонала в интернате, где девочки были с 14 до 20 лет.

## Особенности организма близнецов и значение для науки
Сёстры Кривошляповы были первыми родившимися в СССР и выжившими сиамскими близнецами с общими некоторыми внутренними органами. Среди сиамских близнецов такой патологии они стали рекордсменками по продолжительности жизни.
Изучение сестёр Кривошляповых проводилось под руководством академика П. К. Анохина в отделе по изучению развития и воспитания детей раннего возраста Института педиатрии АМН СССР. Результаты были обобщены сотрудницей института нормальной и патологической физиологии АМН СССР кандидатом биологических наук Т. Т. Алексеевой.
Изучение уникального организма близнецов позволило уточнить несколько научных гипотез в физиологии. В частности, был решён вопрос о «голодной крови».
В первый месяц жизни исследователи проверяли физиологические реакции младенцев на раздражители и рентгеновским методом выяснили внутреннее строение их общего организма. Так учёные выяснили, кому принадлежит каждая часть тела, в частности, определили, что третья нога у них общая (сросшиеся две ноги). В возрасте 6—12 месяцев с младенцами проводили эксперименты по кормлению. В 3—3,5 года в течение 5 месяцев в игровой форме проверяли выработку условных рефлексов.
У каждой девочки были собственные легкие, сердце, желудок, тонкая кишка, по две почки. Среди органов, которые были общими — толстая кишка и мочевой пузырь, и в них смешивалась кровь обеих.
Также у девочек была общая репродуктивная система, что исключало возможность иметь детей.
Спать девочки могли независимо, температура тела каждой регулировалась автономно.
В результате экспериментов исследователи выяснили, что характеры девочек сильно отличаются. Даша была более сосредоточенна, внимательна к словам экспериментатора, безошибочно выполняла задания. Маша отличалась рассеянным вниманием, изменчивым характером, легко отвлекалась от заданий. Экспериментаторы пришли к выводу, что Даша — флегматик, а Маша — холерик.